# Гарбуз Баттернат

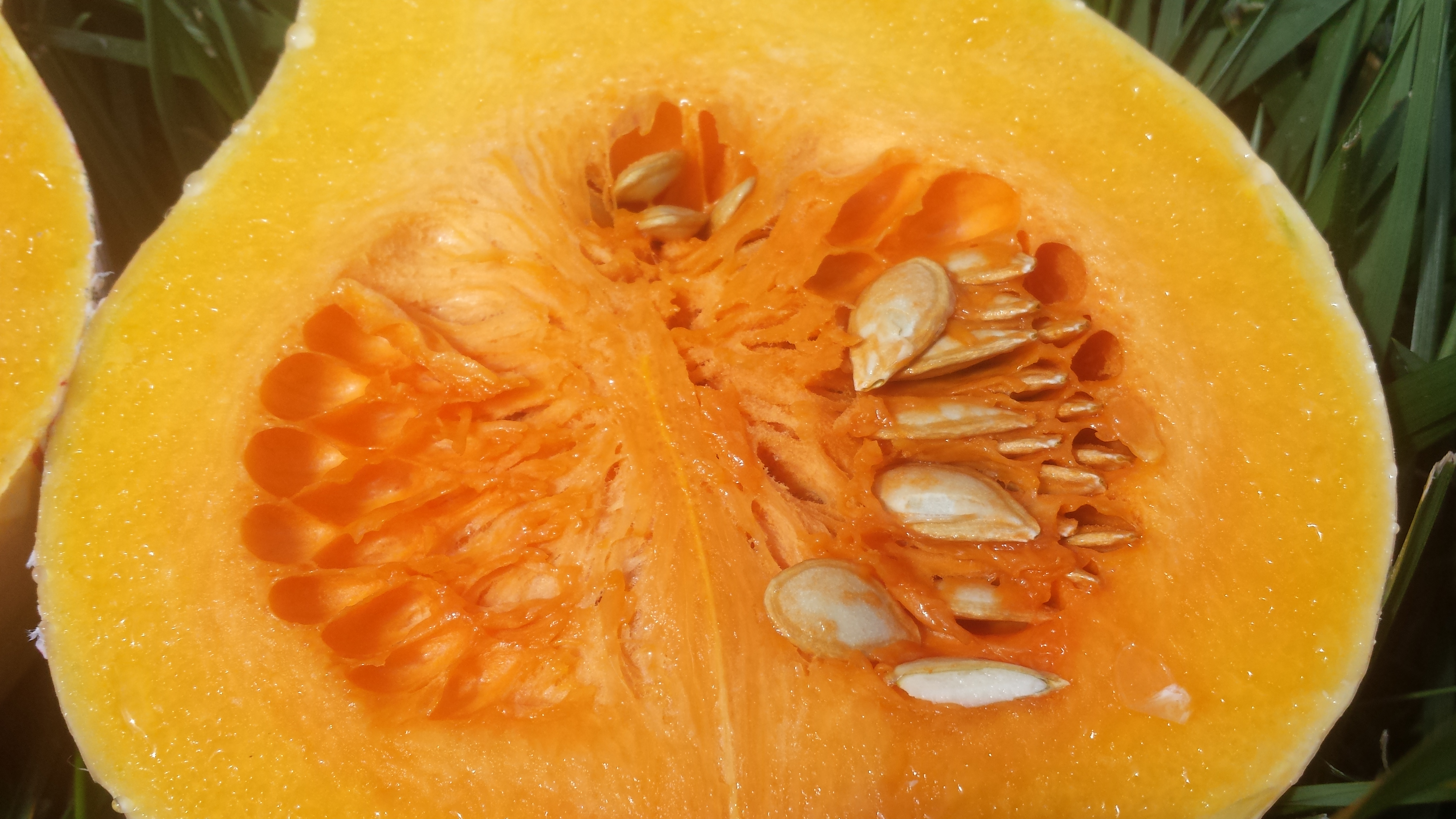
Баттернат, розрізаний уздовж, із насінням

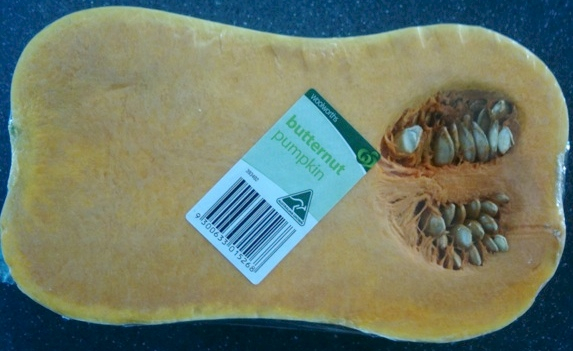
Баттернат (австралійська етикетка)

Гарбуз Баттернат  (англ. Butternut squash) (різновид Cucurbita moschata), відомий як мускатний гарбуз, в Австралії та Новій Зеландії як баттернат гарбуз або грамма , є різновидом зимового гарбуза, який росте на ліані. Має солодкуватий горіховий смак, схожий на смак звичайного гарбуза. Він має коричнево-жовту шкірку та помаранчеву м'ясистий м'якуш із відділом насіння на кінці квітки. При дозріванні він стає все більш насиченим помаранчевим, стає солодшим і насиченим. Це хороше джерело клітковини, вітаміну С, магнію та калію ; і це джерело вітаміну А.
Хоча ботанічно є фруктом (зокрема, ягодою), баттернат використовується в кулінарії як овоч, який можна смажити, пасерувати, підсмажувати, пюрувати для супів, таких як гарбузовий суп, або як пюре для запіканок, хліба, кексів і пирогів. Це частина того ж сімейства гарбузів, що й понка, вальтем, гарбуз і калабаза. 

## Історія
Англійська назва «squash» походить від наррагансетського слова askutasquash, що означає «їсти сирим або сирим»   і баттернат від горіхового смаку габузів. Хоча корінні жителі Америки, можливо, їли деякі види гарбузів без варіння, сьогодні більшість гарбузів їдять вареними.  Корінні американці вірили, що гарбуз настільки поживний, що вони ховали з ним своїх померлих, щоб підтримати їх в останній подорожі. 
До прибуття європейців C. moschata була розповсюджена по всіх частинах Північної Америки, де її можна було вирощувати,  але в сучасності баттернат є сортом зимового гарбуза. Він був виведений Чарльзом Леггетом зі Стоу, штат Массачусетс, у 1944 році, який схрестив сорти гарбуза «Gooseneck squash» × «Hubbard squash». 

## Атрибути
Баттернат зберігається два-три місяці. Деякі сорти зберігаються до шести місяців. Їх краще зберігати при 10°C з 50-відсотковою вологістю.  Щоб отримати найкращий смак, гарбуз баттернат слід витримати протягом 2 місяців після збору врожаю .

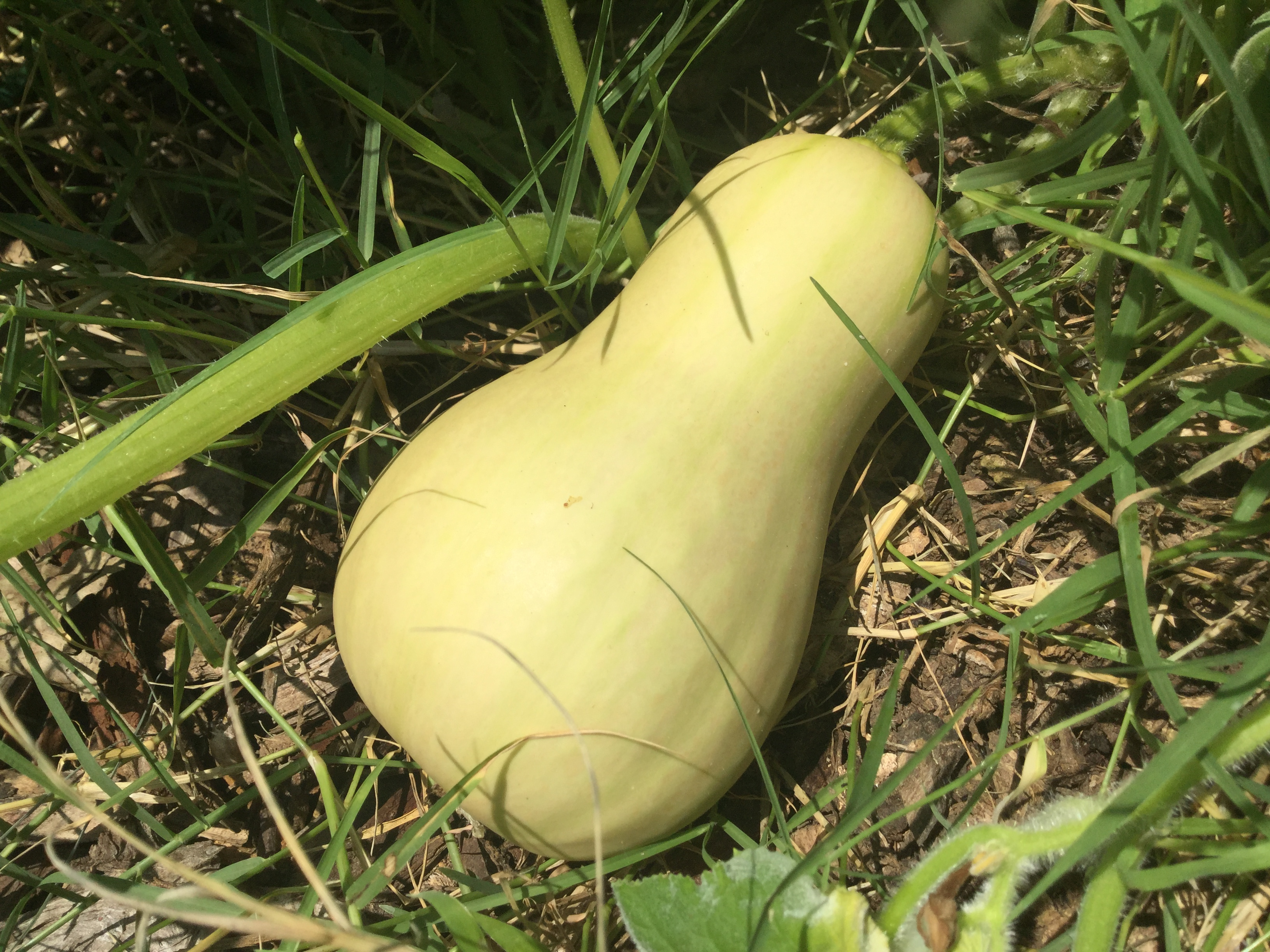
Баттернат росте в саду в Оклахомі

Сирий баттернат складається з 86% води, 12% вуглеводів, 1% білка і містить незначну кількість жиру (таблиця). 100-грамова еталонна кількість забезпечує 188 кілоджоулів (45 кілокалорій) харчової енергії, є багатим джерелом (20% або більше від добової норми, DV) вітаміну A (67% DV) і вітаміну C (25% DV), і містить помірну кількість вітаміну B 6, вітаміну E, магнію та марганцю, кожен із вмістом 10–12% DV.

## Кулінарне використання
Одним із найпоширеніших способів приготування гарбуза є запікання. Після смаження його можна їсти різними способами. Плоди готують шляхом видалення шкірки, плодоніжки та насіння, які зазвичай не їдять і не варять. Однак насіння їстівне, як сире, так і смажене, шкірка також їстівна і розм’якшується при смаженні. Насіння можна навіть обсмажити та пресувати для отримання олії з насіння гарбуза. Цю олію можна використовувати для смаження, приготування їжі, попкорну або як заправку для салату .
В Австралії його вважають просто гарбузом і використовують як взаємозамінні з іншими видами гарбуза .
У Південній Африці гарбуз баттернат зазвичай використовують і часто готують у вигляді супу або на грилі. Баттернат на грилі зазвичай приправляють мускатним горіхом і корицею або фарширують (наприклад, шпинатом і фетою) перед тим, як загортати у фольгу та смажити на грилі. Баттернат, смажений на грилі, часто подають як гарнір до брае (шашликів), а суп – як першу страву.
Баттернат в Новій Зеландії були введені в комерційну продукцію в 1950-х роках братами Артуром і Девідом Гаррісонами, працівниками розплідників і садівниками на ринку Отакі.

## Дивись також
- Кабоча
- Гарбуз Акорн
- Кабачок спагеті
- Гарбуз "Хоккайдо"